# Баранов, Владимир Юрьевич
Владимир Юрьевич Баранов (1939—2005) — советский и российский учёный-физик, доктор физико-математических наук, профессор, член-корреспондент Академии наук СССР (1990).

## Биография
Родился 12 июля 1939 года в Москве.
В 1961 году окончил Московский энергетический институт по специальности «электроника».
С 1961 по 1968 год работал научным сотрудником во Всесоюзном электротехническом институте имени Ленина (ВЭИ).
В 1967 году защитил диссертацию на соискание учёной степени кандидата физико-математических наук по теме «Влияние потока газа и магнитного поля на положительный столб электрического разряда».
С 1968 года работал в Троицком институте инновационных и термоядерных исследований (ТРИНИТИ), где прошел путь от младшего научного сотрудника до заместителя директора — директора отделения.
В 1981 году защитил диссертацию на соискание учёной степени доктора физико-математических наук по теме «Разработка физических принципов и создание импульсных и импульсно-периодических СО₂-лазеров».
Директор Института молекулярной физики РНЦ «Курчатовский институт» с 1996 года. Член-корреспондент Академии наук СССР с 15 декабря 1990 года (отделение общей физики и астрономии).
Преподавал в Московском физико-техническом институте, под его руководством защищено 15 кандидатских диссертаций, 10 его учеников стали докторами наук. Автор более 150 работ, включая 6 монографий, а также ряда изобретений.
В 1973 году был удостоен премии Ленинского комсомола, в 1981 году — Государственной премии СССР, в 2003 году — Государственной премии Российской Федерации (за цикл работ «Физико-технические основы лазерного разделения изотопов методом селективной многофотонной диссоциации молекул»). За участие в ликвидации последствий Чернобыльской катастрофы был награжден орденом Мужества. Также награждён медалью имени С. И. Вавилова.
Был женат, имел детей.
С середины 1980-х годов Владимир Баранов увлёкся певицей, народной артисткой РСФСР Валентиной Толкуновой. По свидетельствам, собранным в документальном фильме Первого канала «Голос русской души» (2016), этот роман длился 20 лет, до кончины Баранова, был самым долгим и счастливым в жизни влюблённых (каждый из которых состоял в браке), не являлся секретом для их коллег, друзей и родственников. Хотя Владимир Юрьевич не нашёл в себе сил уйти из семьи, романтические отношения с Толкуновой прервала лишь его смерть от затяжного тяжёлого заболевания, связанного с облучением, полученным в период ликвидации чернобыльской катастрофы.
Умер 20 ноября 2005 года. Похоронен на Донском кладбище (а  точнее, в некрополе Донского  монастыря, именно на монастырской территории, рядом с родными).